# Un Natale di Maigret
Un Natale di Maigret (titolo originale francese Un Noël de Maigret) è un racconto dello scrittore belga Georges Simenon con protagonista il personaggio del commissario Maigret. 
Scritto negli Stati Uniti a Carmel-by-the-Sea (California) il 20 maggio 1950, fu pubblicato nel 1951 come primo dei tre racconti della collezione con lo stesso titolo, per le edizioni Presses de la Cité. La raccolta comprende anche i racconti Le Petit restaurant des Ternes e Sette croci in un'agenda (Sept petites croix dans un carnet), entrambi senza la presenza di Maigret.

## Trama

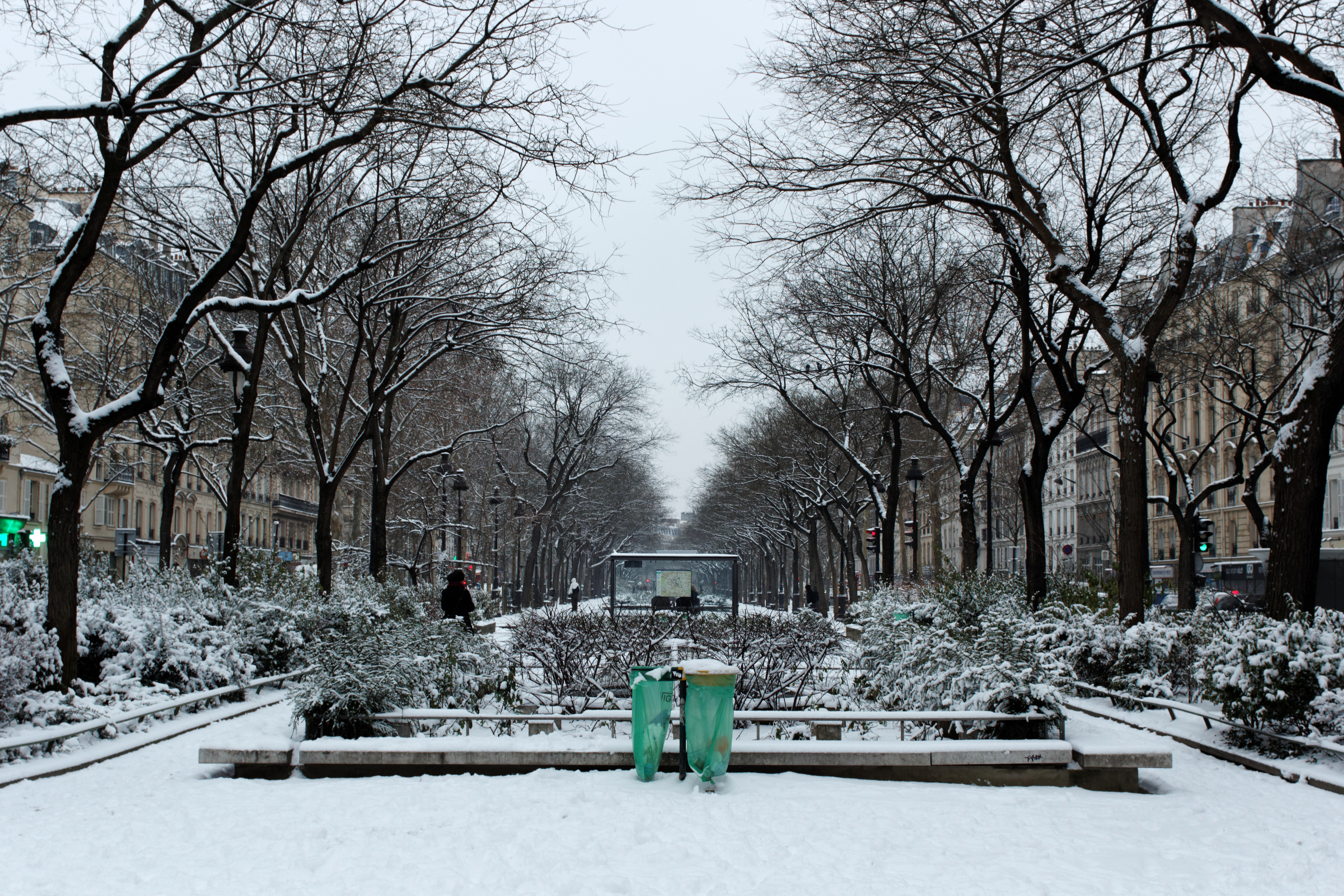
Boulevard Richard-Lenoir

La mattina di Natale la signora Loraine Martin e la sua vicina signorina Doncoeur, che abitano sull'altro lato del boulevard Richard-Lenoir, fanno visita a Maigret, riferendogli che la nipote della Martin, una bambina di sette anni di nome Colette, immobilizzata a letto per una gamba ingessata, ha raccontato che durante la notte è venuto a trovarla Babbo Natale, che, dopo averle regalato una bambola, ha fatto un buco nel pavimento per portare regali ad altri bambini e poi è sparito.
Maigret, prendendo decisamente sul serio il racconto, inizia ad indagare e si insospettisce perché Loraine, con il pretesto di dover comprare delle vivande, si assenta per quasi tutta la mattina. Dirigendo Lucas e Torrence tramite il telefono, Maigret concluderà l'inchiesta dal suo appartamento, tra il profumo dei manicaretti preparati dalla moglie, scoprendo che la zia della piccola, prima di sposarsi, è stata l'amante del proprio datore di lavoro, sparito da diverso tempo. Maigret crede che sia proprio lui che, travestito da Babbo Natale, si è introdotto nella stanza della ragazzina cercando il frutto di un crimine lasciato in custodia a Loraine, che non vorrebbe restituirlo. La donna, incalzata da Maigret, e temendo la vendetta del suo ex amante, finirà col confessare.

## Adattamenti
- Episodio dal titolo A Crime for Christmas, facente parte della serie televisiva Maigret per la regia di Campbell Logan, trasmesso per la prima volta sulla BBC il 25 dicembre 1961, con Rupert Davies nel ruolo del commissario Maigret.
- Episodio dal titolo Un Natale di Maigret della prima stagione della serie televisiva Le inchieste del commissario Maigret, per la regia di Mario Landi, con Gino Cervi nella parte di Maigret, trasmesso per la prima volta il 24 gennaio 1965.
- Episodio quinto della seconda stagione, dal titolo Maigret viert kerstmis, di una serie televisiva olandese con Jan Teulings come Maigret, trasmesso il 20 giugno 1967.
- Episodio dal titolo Un Nöel de Maigret, facente parte della serie televisiva Les enquêtes du commissaire Maigret per la regia di Jean-Paul Sassy, trasmesso per la prima volta su Antenne 2 il 21 dicembre 1983, con Jean Richard nel ruolo del commissario Maigret.

## Edizioni italiane
- Il racconto Un Natale di Maigret uscì nel 1953 sul settimanale Epoca nella traduzione di Corrado Pavolini.
- Un Natale di Maigret, traduzione di Corrado Pavolini, Collana Il girasole n.81, Milano, Mondadori, 1957. - Collana I romanzi di Simonon n.180, Mondadori, 1961; Collana I libri del pavone n.394, Mondadori, 1964; Collana Le inchieste del commissario Maigret n.21, Mondadori, 1966; Collana Oscar n.857, Mondadori, 1978. [In alcune edizioni italiane vi è nella raccolta, oltre a Un Natale di Maigret il solo racconto Sette croci in un'agenda]
- in Ellery Queen presenta Primavera gialla ʾ75. 15 racconti, supplemento al Giallo n.1367, Milano, Mondadori, 1975.
- Un Natale di Maigret e altri racconti, traduzione di Marina Di Leo, Collana gli Adelphi n.476, Milano, Adelphi, 2015, ISBN 978-88-459-2981-6.